# Coralliobia
Coralliobia là một chi ốc biển, là động vật thân mềm chân bụng sống ở biển trong họ Muricidae, họ ốc gai.
Chi này đã trở thành đồng nghĩa của Coralliophila H. Adams & A. Adams, 1853 

## Các loài
Các loài trong chi Coralliobia gồm có:
- Coralliobia fimbriata (A. Adams, 1854)[2]: đồng nghĩa của Coralliophila fimbriata (A. Adams, 1852)